# ژاک مک‌دونالد
ژاک مک‌دونالد (انگلیسی: Jacques MacDonald; ۱۷ نوامبر ۱۷۶۵ – ۲۵ سپتامبر ۱۸۴۰)، فرمانده و مارشال نیروهای فرانسه طی جنگ‌های انقلاب فرانسه و جنگ‌های ناپلئونی بود.